# Buongiorno mattina
Buongiorno mattina è un brano di Piero Pelù, terzo singolo estratto, nel 2000, dall'album Né buoni né cattivi.
Il videoclip del brano fu realizzato con la tecnica del cartone animato dalla casa di produzione toscana Stranemani, ed è un palese omaggio al disegnatore Hugo Pratt.

## Tracce
1. Buongiorno mattina